# PGF Libertas
Palestra Ginnastica Fiorentina Libertas, zkráceně jen PGF Libertas byl italský fotbalový klub, sídlící ve městě Florencie z regionu Toskánsko.
Klub byl založen v roce 1912, díky sloučení dvou klubů ve Florencii. Již první sezona 1912/13 klub vyhrál svou skupinu ve 2. lize a postoupil do Nejvyšší ligy. Celkem v ní hrál pět sezon a nejlepší výsledek bylo 3. místo ve třech sezonách. Velkého úspěchu zaznamenal klub v prvním ročníku italského poháru, kde skončil v semifinále. Od sezony 1922/23 se klub ocitl ve druhé lize, kterou hrál do roku 1926, kdy sloučil Firenze a byl založen slavný klub Associazione Calcio Fiorentina.